# Panzehir
Panzehir è un film del 2014, diretto da Alper Çağlar.

## Trama
Kadir Korkut ha 48 anni e ha trascorso più di 30 anni della sua vita a lavorare come killer per Kara Cemal, il padrino di Istanbul. Quando inaspettatamente si innamora della cieca Elsa Lund, Kadir realizza di doverne fermare l'uccisione ma il suo mandante non gradisce la sua decisione, avvelenandolo con una sostanza chimica che lo annienterà nell'arco di sei ore. L'unica speranza di sopravvivenza per Kadir è quella di arrivare in tempo a un antidoto, anche se ciò vorrà dire iniziare una feroce battaglia con Cemal e l'intera malavita del Bosforo.